# Ле Клерк, Франсуа
Франсуа Леклерк (фр. Francois Le Clerc; ? — 1563) — один из самых известных французских флибустьеров по прозвищу «Деревянная Нога», действовавший в Атлантическом океане и Карибском море. Был убит при нападении на испанский галеон.
Уроженец Нормандии. Командовал собственными кораблями, а также финансировал походы, предпринимавшиеся другими капитанами Неизменно стремившийся в бой, Леклерк потерял ногу и серьёзно повредил руку в сражениях с королевскими войсками (возможно, в бою с англичанами при острове Гернси в 1549 году). За храбрость, проявленную в одном из сражений 1551 года, он был пожалован в дворянское достоинство.
Несмотря на свои ранения, Леклерк возглавил крупные походы против испанцев, давших ему прозвище «Деревянная Нога». В 1553 году француз возглавил эскадру, в которую вошли семь каперских кораблей и три корабля военно-морских сил Франции (капитанами последних являлись Леклерк, Жак де Сор и Робер Блондель). Эта мощная эскадра обрушилась на Сан-Херман (Пуэрто-Рико), после чего принялась методично грабить прибрежные поселения на Эспаньоле (Гаити), забирая все — от кож до пушек. Ещё более богатые трофеи ожидали французов на обратном пути, когда корсары ограбили Лас-Пальмас на острове Гран-Канария и захватили генуэзскую каракку.
Леклерк снова наведался в Вест-Индию в 1554 году, имея под началом 8 больших кораблей и 300 солдат. Помощник Леклерка, Жак де Сор, напал на город Сантьяго-де-Куба, в течение месяца грабил его, после чего отбыл с выкупом, стоимость которого составляла 80 000 песо. Корсары так основательно разорили первую столицу Кубы, что ещё очень долго она прозябала в нищете, уступив свои позиции Гаване.
В апреле 1562 года протестанты нескольких нормандских городов взбунтовались против своего римско-католического короля. Елизавета I послала английские войска, которые, оккупировав Гавр, удерживали его до июня 1563 года. Если у Леклерка имелись хоть какие-то религиозные убеждения, то следует признать, что он был католиком (в отличие от де Сора или сэра Фрэнсиса Дрейка, он не осквернял церкви во время своих разбойничьих нападений на испанские города). Тем не менее, пират примкнул к английским захватчикам и начал грабить французские торговые суда.
В марте 1563 года он обратился к англичанам с просьбой о назначении ему большой пенсии в награду за предательство. Глубоко уязвленный отказом королевы Елизаветы, он отправился к Азорским островам и через некоторое время нашёл свою смерть при нападении на корабль испанского казначейского флота.